# 葉山莞児
葉山 莞児（はやま かんじ、1937年1月1日 - ）は、大成建設の元・代表取締役会長。
神奈川県出身。1960年、東京大学工学部土木学科を卒業。大成建設株式会社に入社。営業本部営業部長、取締役、常務、専務、代表取締役副社長を経て、2001年4月、代表取締役社長（前任は平島治）。2007年4月、山内隆司取締役専務の社長就任にともない代表取締役会長となった。2009年4月30日、会長を辞任して相談役最高顧問となり、2010年相談役。
2009年に日本土木工業協会の会長職からも退いたが、日本ダム協会の会長は続け、2009年11月には、民主党・前原誠司国土交通相が建設業者数の過剰感を指摘したことに対して「これからは建設業に対して延命的な政策はとってほしくない」「余った人材は他産業で抱えてもらいたい」と語った。